# Mary Gillham

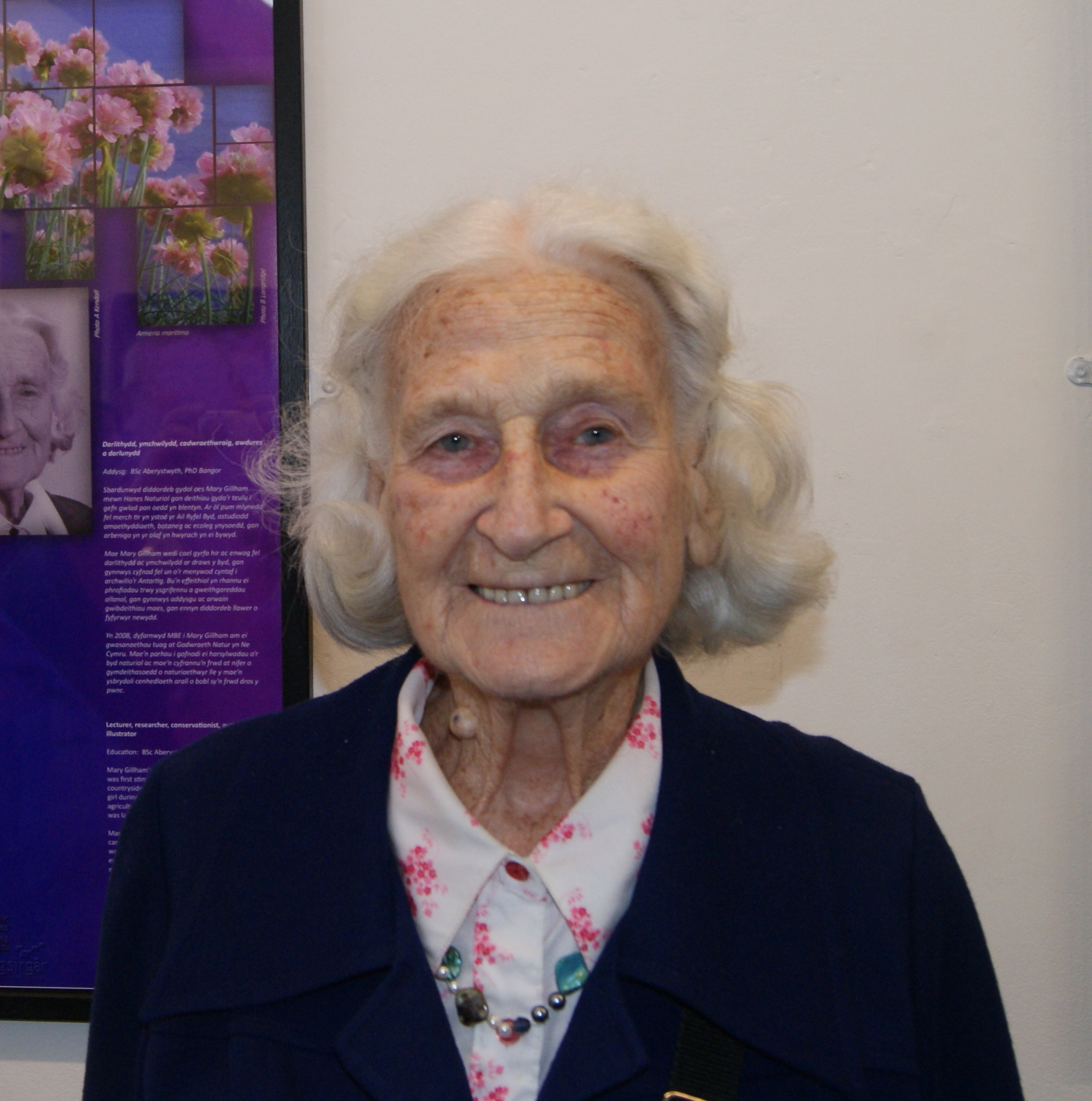
Mary Gillham im Jahr 2012

Mary Eleanor Gillham MBE (* 26. November 1921 in Ealing, London; † 23. März oder 24. März 2013 in Cardiff, Wales) war eine britische Naturforscherin, Botanikerin, Hochschullehrerin, Autorin und Naturschützerin.

## Leben
Gillham war die Tochter von Charles William und Edith Gertrude Gillham. Mit 16 machte sie ihren Schulabschluss und arbeitete in einem Büro des London County Council in Westminster. Von 1940 bis 1945 diente sie bei der Women’s Land Army auf mehreren Farmen. Nach dem Zweiten Weltkrieg absolvierte sie ein Landwirtschaftsstudium an der University of Wales, Alberystwyth in Wales, das sie 1949 als Bachelor of Science mit erstklassigen Auszeichnungen abschloss. 1953 wurde sie mit der Dissertation The Vegetation of the South Pembrokeshire Islands in relation to the environment an der University of Wales, Bangor zum Ph.D. promoviert. Diese Arbeit basiert auf Feldstudien, in denen sie die Auswirkungen von Seevögeln auf die Vegetation auf den Inseln vor der Küste von Pembrokeshire untersuchte. Von August 1953 bis November 1956 war sie Assistenzdozentin an der University of Exeter. Im November 1956 ging Gillham über ein Austauschprogramm als Dozentin an die Massey University in Neuseeland, wo sie ein Jahr tätig war. Ab März 1958 arbeitete sie mehrere Jahre an der Universität Melbourne in Australien.
Zwischen 1956 und 1959 besuchte Gillham Inseln zwischen Australien und Tasmanien, studierte Vögel am Great Barrier Reef und verbrachte drei Jahre mit der Erforschung von Sturmtauchern (sogenannte mutton birds), die von den Einheimischen wegen ihres Fleisches gejagt werden. Im Winter 1959 nahm sie mit drei weiteren Frauen auf dem dänischen Eisbrecher Thala Dan an einem antarktischen Forschungsprogramm der Australian Antarctic Division teil. Im Dezember 1959 hatte sie einen einwöchigen Studienaufenthalt auf der Macquarieinsel. Von Mai bis Juni 1960 besuchte sie Kapstadt, Robben Island, Meeuw Island und Schaapen Island in Südafrika, im Juli 1960 kam sie nach Nordrhodesien sowie Südrhodesien, im August 1960 nach Mosambik, in die Demokratische Republik Kongo und Ghana und im September 1960 nach Nigeria. 1961 wurde sie Dozentin in der Abteilung für Erwachsenenbildung der Cardiff University. 1988 ging sie in den Ruhestand.
1970 nahm sie eine Auszeit, um auf dem Aldabra-Atoll im Indischen Ozean zu recherchieren. Das US-Militär beabsichtigte auf dem Atoll einen Luftwaffenstützpunkt zu errichten. Im Auftrag der Royal Society und der Smithsonian Institution sollte sie einen Bericht über die Wildtiere der Insel schreiben, bevor mit dem Bau begonnen werden konnte. Dank dieser Studie, in der Gillham die Bedeutung des Atolls für die Vogelwelt und die Aldabra-Riesenschildkröte hervorhob, wurden die Pläne für den Flugplatz fallen gelassen. 1982 wurde Aldabra von der UNESCO zum Weltnaturerbe erklärt.
Nach ihrer Rückkehr nach Cardiff setzte Gillham ihr Studium der lokalen Tierwelt in Südwales fort und in der Folgezeit leitete sie Exkursionen in Großbritannien und der ganzen Welt, darunter in den Rocky Mountains, Europa, Jamaika, New England sowie den Seychellen.
1979 nahm sie an einer US-amerikanischen Expedition auf einer Segelyacht zu einer unbewohnten Insel in den Bahamas teil. Andere Expeditionen führten sie nach Afrika und Florida. Mitte der 80er Jahre flog Gillham nach Nigeria, um an der Kano University in der südlichen Sahara über Pflanzenwachstum im Zusammenhang mit Dürre zu referieren. Ihre Studenten waren ältere Männer, die mehr über das Wachstum von Pflanzen in der Wüste erfahren wollten. Nach Ausbruch des Krieges wurde die Universität geschlossen.
Gillham war auch in naturhistorischen Organisationen und in Naturschutzorganisationen aktiv. So war sie Präsidentin des Glamorgan Naturalists’ Trust und der Cardiff Naturalists’ Society. 2008 wurde sie für ihre Naturschutzarbeit in Südwales zum Member of the Order of the British Empire (MBE) ernannt.
Zwischen 1963 und 2007 veröffentlichte Gillham 21 Bücher, darunter zählen A Naturalist in New Zealand (1966) und Islands of the Trade Winds: An Indian Ocean Odyssey (2000) zu ihren bekanntesten Werken.

## Schriften
- Sea-Birds. (Instructions to Young Ornithologists IV). Museum Press: London, 1963
- A Naturalist in New Zealand. Museum Press: London, 1966
- Sub-Antarctic Sanctuary: Summertime On Macquarie Island. Victor Gollancz: London, 1967
- The Natural History of Gower. D. Brown and Sons Ltd: Cowbridge, 1977
- (mit John Perkins and Jack Evans) The Historic Taf Valleys, Volume 2: In the Brecon Beacons National Park. Geology, Social History, Natural History. Merthyr Tydfil and District Naturalists’ Society. ISBN 0-90592-821-0, 1982
- Swansea Bay’s Green Mantle. Wildlife on an Industrial Coast. D. Brown & Sons: Cowbridge. ISBN 0-90592-818-0, 1982
- Sand Dunes. (Glamorgan Heritage Coast Wildlife Series Volume 1). Glamorgan Wildlife Trust: Bridgend, 1987
- Rivers. (Glamorgan Heritage Coast Wildlife Series Volume 2). Glamorgan Heritage Coast Project, Southerndown. ISBN 0-95085-382-8, 1989
- Limestone Downs: Commons, Farms and Woods. Glamorgan Wildlife Trust: Bridgend, 1991
- Coastal Downs: Ogmore and Dunraven, Glamorgan Heritage Coast Wildlife Series, Volume 4. Glamorgan Wildlife Trust: Bridgend. ISBN 0-95180-151-1, 1993
- Sea Cliffs Cwm Mawr to Gileston. (Glamorgan Heritage Coast Wildlife Series Volume 5). Glamorgan Wildlife Trust: Bridgend, 1994
- Town Bred – Country Nurtured: A Naturalist Looks Back Fifty Years. ISBN 0-95340-740-3, 1998
- Island Hopping in Tasmania’s Roaring Forties. A.H. Stockwell Ltd: Devon. ISBN 0-72233-296-3, 2000
- Islands of the Trade Winds: An Indian Ocean Odyssey. Minerva Press. ISBN 0-75410-857-0, 2000
- The Garth Countryside: Part of Cardiff's green mantle, A Natural History. Lazy Cat Publishing: Cardiff. ISBN 0-95377-070-2, 2001
- A Natural History of Cardiff: Exploring along the River Taff, being an account of the animal and plant life in and around our capital city, Volume 2. Lazy Cat Publishing: Cardiff, 2002
- A Natural History of Cardiff: Exploring along the Rivers Rhymney and Roath. Dinefwr Publishers Ltd: Wales. ISBN 1-90432-311-1, 2004
- Memories of Welsh Islands. Gwasg Dinefwr Press: Llandybie. ISBN 1-90432-308-1, 2004
- Salt Wind from the Cape. Lazy Cat Publishing: Caerphilly, 2005
- A Naturalist on Lundy: The Island Wildlife Over 50 Years. Halsgrove: UK. ISBN 1-84114-589-0, 2007
- Island Life. Discovering Britain’s Offshore Gems. Halsgrove: UK. ISBN 1-84114-619-6, 2007